# World Series 2019
Le World Series 2019 sono state la 115ª edizione della serie di finale della Major League Baseball al meglio delle sette partite tra i campioni della National League (NL) 2018, i Washington Nationals, e quelli della American League (AL), gli Houston Astros. La serie è iniziata il 22 ottobre ed è terminata il 30 ottobre. I Nationals hanno vinto la serie per quattro gare a tre, aggiudicandosi il primo titolo nella storia della franchigia. È stata la prima volta nella storia degli sport nordamericani in cui tutte le sette partite sono state vinte dalla squadra in trasferta. Per la città di Washington si tratta del primo titolo nel baseball dal 1924.

## Squadre

### Washington Nationals
I Nationals terminarono al secondo posto National League East, ottenendo una wild card per i playoff. La squadra batté i Milwaukee Brewers nel National League Wild Card Game. Successivamente batté i Los Angeles Dodgers, che avevano vinto gli ultimi due pennant della National League, nelle National League Division Series. Nelle National League Championship Series, i Nationals batterono i St. Louis Cardinals per quattro gare a zero, vincendo il primo pennant della storia della franchigia (inclusi gli anni come Montreal Expos dal 1969 al 2004) oltre che la prima apparizione alle World Series per una squadra di Washington dal 1933.

### Houston Astros
Gli Astros vinsero la American League West col miglior record della MLB. Affrontarono i Tampa Bay Rays, che avevano vinto nel turno delle wild card, nelle American League Division Series, vincendo in cinque partite. Nelle American League Championship Series batterono i New York Yankees in sei gare. Queste sono state le terze World Series per Houston, le seconde in tre anni.

## Sommario
Washington ha vinto la serie, 4-3
| Gara | Data       | Punteggio                                     | Stadio           | Tempo | Pubblico |
| ---- | ---------- | --------------------------------------------- | ---------------- | ----- | -------- |
| 1    | 22 ottobre | Washington Nationals – 5, Houston Astros – 4  | Minute Maid Park | 3:43  | 43.339   |
| 2    | 23 ottobre | Washington Nationals – 12, Houston Astros – 3 | Minute Maid Park | 4:01  | 43.357   |
| 3    | 25 ottobre | Houston Astros – 4, Washington Nationals – 1  | Nationals Park   | 4:03  | 43.867   |
| 4    | 26 ottobre | Houston Astros – 8, Washington Nationals – 1  | Nationals Park   | 3:48  | 43.889   |
| 5    | 27 ottobre | Houston Astros – 7, Washington Nationals – 1  | Nationals Park   | 3:19  | 43.910   |
| 6    | 29 ottobre | Washington Nationals – 7, Houston Astros – 2  | Minute Maid Park | 3:37  | 43.384   |
| 7    | 30 ottobre | Washington Nationals – 6, Houston Astros – 2  | Minute Maid Park | 3:42  | 43.326   |